# ホンダ・SH100
SH100（えすえいち100）は、本田技研工業が製造販売していたスクーターである。販売呼称には、'Scoopyも用いられた。
欧州連合は、運転免許斉一化に向け「1991年共同体運転免許証の導入に関する指令」を発出し、1996年7月1日までに域内の四輪自動車運転免許所持者が125cm3以下の自動二輪車も運転できるよう、加盟各国に国内法の整備を求めた。これにより、125cm3以下の自動二輪車、とりわけスクーターに新たな需要が見込まれた。本田技研工業は、エクスプレス（AB20）を祖としスペインで製造していたSH50 Scoopyの派生車種であったSH75 Scoopyを改め、SH100（HF08）を開発した。生産はホンダ・イタリア・インダストリアーレが担った。
2001年に125cm3専用設計のSH125（JF09）が発売され、絶版となった。
1998年型
- イタリア - 車体塗色はAtessa Blue、Fathom Blue Grey、Bottle Green、Pasta Green及びFury Redの5色。

1999年型
- イタリア - 車体塗色はBlack、Fury Red、Bottle Green、Pasta Green及びAtessa Bluの5色。

2000年型
- イタリア - EU圏内統一排出ガス規制のEURO1に適合した。車体塗色はFury Red、Tirreno Blue、Black、Bottle Green及びPasta Greenの5色。

2001年型
- イタリア - 座席下の荷掛鉤を改良した。車体塗色はAccurate Silver Metallic、Navona Beige Metallic、Tirreno Blue、Black及びSparkling Redの5色。

## 脚註

### 註釈
1. ↑  「1991年共同体運転免許証の導入に関する指令」による運転免許斉一化は、加盟各国の国情により定められた期限より遅れ、英国及びスペインは1997年、ベルギーでは1998年であった[5]。
2. ↑  本田技研工業はイタリアにおける現地製造法人「Honda Italia Industriale S.p.A.」を「ホンダ・イタリア・インダストリアーレ」と邦訳している[10]。